# فرانك بنفورد
فرانك بنفورد (بالإنجليزية: Frank Benford)‏ (و. 1883 – 1948 م) هو فيزيائي، ومهندس من الولايات المتحدة الأمريكية . ولد في جونستاون .
توفي في سكنيكتادي (نيويورك) ، عن عمر يناهز 65 عاماً.

## التعليم
تعلم في جامعة ميشيغان